# Iman Hani Hifni Muhammad
Iman Hani Hifni Muhammad (arab. إيمان هاني حفني محمد ;ur. 10 sierpnia 2002) – egipska zapaśniczka walcząca w stylu wolnym. Brązowa medalistka mistrzostw Afryki w 2020. Mistrzyni Afryki juniorów w 2020 roku.